# Кастельон (провинция)
Кастельон (Кастельо) (вал. Província de Castelló, исп. Provincia de Castellón) — провинция на востоке Королевства Испания в составе автономного сообщества Валенсия. Административный центр — Кастельон-де-ла-Плана.

## География
Территория — 6679 км² (38-е место среди провинций страны).

## Демография
Население — 579 тыс. (28-е место; данные 2016 г.).